# Batalla de Icamole
El 20 de mayo de 1876 la población mexicana de Icamole, Estado de Nuevo León, fue escenario de la célebre batalla en la que las fuerzas lerdistas encabezadas por el general Carlos Fuero se enfrentaron a las tropas del caudillo de la Revolución de Tuxtepec, Porfirio Díaz.  
La batalla terminó cuando el general oaxaqueño, al verse ampliamente superado, ordenó la retirada de sus fuerzas. De aquel episodio se cuenta que después de la derrota,  Díaz manifestó su disgusto a sus subordinados Naranjo, Treviño y otros jefes que lo acompañaron en la batalla, increpándolos en son de mofa. 
¿Pues no decían que los nuevoleoneses eran tan valientes...? Entonces Naranjo le contestó sin vacilar: ¿Qué cree Ud. que Quiroga es de Oaxaca...?
Con mordacidad, los enemigos de Díaz propagaron la especie de que al ver la desastrosa actuación de su ejército en combate, el oaxaqueño rompió en llanto; razón por la cual se le conocía como El llorón de Icamole.